# EE (企業)
EEは、イギリスの携帯電話事業者。フランステレコムのイギリスでの携帯電話子会社であるOrangeUKとドイツテレコムのイギリスでの携帯電話子会社であるT-モバイルとのジョイントベンチャーとして創業した。

## 概要
EEはEverything Everywhere（なんでも どこでも）の略である。略さない形が旧社名であったが、2012年9月にEEに社名変更している。2009年に誕生した当初はOrangeとT-モバイルがそれぞれ別会社の形で営業活動をしていたが、LTEの整備に関してはEEブランドで行い、両ブランドでの契約者がLTEでのサービスを使用する場合はEEでの契約が必要になった。さらにショップも両社の店舗をEE仕様に改装する地域を一部先行して行い、2013年までに全店舗がEEブランドに転換された。それに伴い新規契約者は3G/2Gだけを使いたい場合でもEEとLTEまで使える契約をしなくてはいけなかった。
株式はドイツテレコムとフランステレコムで調度50:50で受け持っていたが、後にBTグループに売却された。
本社はロンドン郊外のハットフィールドだがダーリントンとブリストルにもオフィスを構えており、ロンドン中心部にもオフィスが所在している。

## 歴史
元々イギリスでのOrangeは1990年からスタートして、さらにその当時はフランステレコムの資本はなかった。その後ハチソン・ワンポアを経て2000年にフランステレコムに買収された会社である。
T-モバイルは1993年にMercury One2Oneブランドでこちらも当初はドイツテレコムの資本は入っていなかったが1999年に買収されて2001年にT-モバイルにブランドを変更した。
2009年に合併を開始し、完了したのが2010年である。この合併に伴い北アイルランドでのT-mobileのサービスが終了し、Orangeの電波のみとなった。さらにその後その他の地域の3G/2G帯もサービスエリアの統合をした。

## 使用電波帯
| 周波数    | ネットワーク種別          | 世代 |
| --------- | ------------------------- | ---- |
| 1,800 MHz | GSM/GPRS/EDGE             | 2G   |
| 2,100 MHz | UMTS/HSDPA/HSPA+/DC-HSPA+ | 3G   |
| 800 MHz   | LTE (計画)                | 4G   |
| 1,800 MHz | LTE                       | 4G   |
| 2,600 MHz | LTE-Advanced              | 4G   |